# Termoscopi
El termoscopi és un instrument que permet obtenir mesures de temperatura. A la Grècia antiga es manejaven els conceptes de calent i fred, i es realitzaven experiments simples que poden considerar-se, en forma retrospectiva, les bases de la termometria. Però no va ser fins a final del segle XVI (1592) quan va aparèixer el primer termoscopi, atribuït generalment al científic italià Galileo Galilei.
Amb aquest instrument només es podien obtenir dades qualitatives, ja que no tenia una escala calibrada que permetés quantificar les variacions de temperatura. La idea de proveir al termoscopi amb una escala i convertir-lo així en un termòmetre, s'atribueix a Sanctorio Sanctorio, col·lega de Galileu, el 1611.
El termoscopi que va inventar Galileo Galilei era un instrument que consistia en un tub ple d'esperit de vi, obert per l'extrem inferior, i amb l'extrem superior connectat a una bola de vidre plena d'aire. L'extrem inferior del tub estava submergit dins un altre recipient també ple d'esperit de vi. En escalfar-se la bola de vidre es dilatava l'aire interior, que al seu torn empenyia l'esperit de vi del tub.
Més endavant, el 1612, Santorio va introduir una graduació numèrica a l'invent de Galileu i li va donar un ús medicinal. Finalment, Gabriel Fahrenheit, l'any 1714, va crear el primer termòmetre a base de mercuri, amb la seva escala que afirmava que entre el punt de congelació de l'aigua i el d'ebullició havien de passar 180 graus. Pocs anys després, Anders Celsius proposà la seva escala, que establia aquesta distància en 100 graus.